# Cnidoscolus lombardii
Cnidoscolus lombardii är en törelväxtart som beskrevs av Francisco Javier Fernández Casas. Cnidoscolus lombardii ingår i släktet Cnidoscolus och familjen törelväxter. Inga underarter finns listade i Catalogue of Life.